# Вегел
Вегел (нід. Veghel) — місто та колишній муніципалітет на півдні Нідерландів, у провінції Північний Брабант. 1 січня 2017 року Вегел разом із Схейндел і Сінт-Ауденроде об’єдналися в новий муніципалітет під назвою Меєрейстад, утворивши найбільший за площею муніципалітет провінції Північний Брабант (у 2019 році муніципалітет Альтена перевищив ций показник). У місті Вегел розташована ратуша муніципалітету Меєрейстад.